# Laura Flessel
Laura Élodie Flessel-Colovic (Pointe-à-Pitre, 6 novembre 1971) è una politica ed ex schermitrice francese, specializzata nella spada. Ha vinto due medaglie d'oro, una d'argento e due di bronzo ai Giochi olimpici ed è stata ministro dello sport nel governo Philippe II dal 2017 al 2018.

## Carriera sportiva
Nel 1978 inizia a tirare di scherma in Guadalupa e nel 1990 si stabilisce nella parte europea della Francia. Si è specializzata nella spada. Si è allenata al Levallois Sporting Club Escrime e al Lagardère Paris Racing. Ha vinto più volte medaglie ai campionati francesi.
Durante i Giochi Olimpici di Atlanta nel 1996, vinse la medaglia d'oro individuale, battendo in finale la francese Valérie Barlois con un punteggio di 15:12. Nelle stesse partite, la squadra francese (composta da Laura Flessel, Sophie Moressée-Pichot e Valérie Barlois-Mevel) ha vinto la medaglia d'oro nel torneo a squadre. Alle Olimpiadi di Sydney quattro anni dopo, Laura Flessel vinse la medaglia di bronzo nel torneo individuale, piazzandosi dietro l'ungherese Tímea Nagy e la svizzera Gianna Hablützel-Bürki. Ha vinto altre medaglie ai Giochi Olimpici di Atene nel 2004. Si è classificata seconda nella competizione individuale, perdendo in finale contro Tímei Nagy 10:15. Nella squadra (insieme a Sarah Daninthe, Hajnalka Király-Picot e Maureen Nisima) ha vinto la medaglia di bronzo. In seguito si è posizionata al settimo posto nella competizione individuale ai Giochi Olimpici di Pechino nel 2008. Ha preso parte anche ai Giochi Olimpici di Londra nel 2012, dove è arrivata nona nella competizione individuale.
Ai Campionati del mondo del 1995 all'Aia, la squadra francese (composta da Laura Flessel, Sophie Moressée-Pichot, Valérie Barlois e Sangita Tripathi) vinse la medaglia d'argento nella competizione a squadre. Laura Flessel ha vinto anche la medaglia di bronzo individuale lì, piazzandosi dietro alla polacca Joanna Jakimiuk e all'ungherese Gyöngyi Szalay. Nelle gare a squadre ha poi vinto medaglie d'oro ai campionati del mondo di Chaux-de-Fonds (1998), Lipsia (2005), San Pietroburgo (2007) e Pechino (2008), ha vinto anche una medaglia d'argento a squadre ai mondiali di Torino (2006) e la medaglia di bronzo ai mondiali di Cape Town (1997). Inoltre, ha vinto cinque medaglie nelle competizioni individuali: oro a Chaux-de-Fonds (1998) e Seul (1999), argento a Nîmes (2001) e bronzo a Lipsia (2005) e Torino (2006).
Ha anche vinto più volte medaglie ai Campionati Europei, inclusa la medaglia d'oro individuale a Gand nel 2007.
Nel 2002, è stata sospesa per tre mesi a causa del rilevamento di una sostanza proibita nel suo corpo, dopodiché ha continuato la sua carriera. Nel 2012 è stata la portabandiera della squadra olimpica francese

## Consulente sportivo e altre attività

### Media e televisione
Nel 2008, Laura Flessel è stata editorialista del quotidiano Aujourd'hui Sport.
Era una concorrente della terza stagione di Danse avec les stars.
Durante le Olimpiadi estive del 2016 ha commentato, su Canal+, la cerimonia di apertura con Stéphane Guy e Joris Sabi, le gare di scherma con Frédéric Roullier e la cerimonia di chiusura con Julien Fébreau e Jean Galfione.
Nel 2012, ha partecipato alla terza stagione di Danse avec les stars (la versione francese di Ballando con le stelle) con il suo partner Grégoire Lyonnet ma è stata eliminata la 3ª settimana, finendo 9ª su 10.

### Associazionismo
È ambasciatrice della campagna Stand Up for African Mothers di AMREF Flying Doctors, madrina di Handicap International e ambasciatrice di Plan France. Il suo progetto a lungo termine ha lo scopo di portare la scherma nelle città e nei luoghi disagiati. È anche ambasciatrice di buona volontà per l'UNESCO, dove promuove la tolleranza nello sport. 
Ha fondato l'associazione Ti'Colibri che ha lo scopo di promuovere la scherma. Grazie alla sua azione ha potuto offrire mezzi e attrezzature a società con poche risorse.

## Carriera politica
Durante il doppio turno delle elezioni presidenziali francesi del 2017, è stata una dei sessanta sportivi attivi o a termine carriera che hanno firmato un appello che auspicava il voto per Emmanuel Macron il 7 maggio 2017 nel secondo turno delle elezioni presidenziali "affinché lo sport resti una spazio di libertà, uguaglianza e fraternità".
Il 17 maggio 2017 è stata nominata ministro dello sport nel governo Philippe I, sotto la presidenza di Emmanuel Macron, carica che ha cessato di ricoprire nel governo Philippe II, formato il 21 giugno 2017.
Secondo ministro più popolare del governo alla fine del 2017, è in particolare responsabile dell'organizzazione delle Olimpiadi estive del 2024. All'inizio del 2018, ha lanciato una campagna contro la discriminazione nel mondo dello sport, Antoine Griezmann, Estelle Mossely, Marie-Amélie Le Fur, Frédéric Michalak, Emmeline Ndongue e Florent Manaudou sono stati scelti come suoi ambasciatori.

## Palmarès
In carriera ha ottenuto i seguenti risultati:
- Olimpiadi

Atlanta 1996:  Oro nella spada individuale e  Oro a squadre.
Sydney 2000:  Bronzo nella spada individuale.
Atene 2004:  Argento nella spada individuale e  Bronzo a squadre.
- Mondiali

L'Aia 1995:  Argento nella spada a squadre e  Bronzo individuale.
Città del Capo 1997:  Bronzo nella spada a squadre.
La Chaux-de-Fonds 1998:  Oro nella spada individuale e  Oro a squadre.
Seul 1999:  Oro nella spada individuale.
Nîmes 2001:  Argento nella spada individuale.
Lipsia 2005:  Oro nella spada a squadre e  Bronzo individuale.
Torino 2006:  Argento nella spada a squadre e  Bronzo individuale.
San Pietroburgo 2007:  Oro nella spada a squadre.
Pechino 2008:  Oro nella spada a squadre.
- Europei

Gand 2007:  Oro nella spada individuale e  Bronzo a squadre.
Plovdiv 2009:  Bronzo nella spada individuale.
Lipsia 2010:  Bronzo nella spada individuale e  Bronzo a squadre.
Sheffield 2011:  Bronzo nella spada a squadre.
- Giochi del Mediterraneo

Almería 2005:  Argento nella spada individuale.